# Fästmö uthyres
Fästmö uthyres är en svensk komedifilm från 1950 i regi av Gustaf Molander.

## Om filmen
Filmen premiärvisades 28 augusti 1950. Den spelades in i Filmstaden Råsunda med exteriörer från Stockholm med omgivningar av Åke Dahlqvist. Filmen har som förlaga Susanne Palsbos roman En pryd for enhver familie som utgavs 1944 i Danmark. För Thor Modéen blev det sista gången han spelade en roll framför filmkameran.

## Rollista i urval
- Eva Dahlbeck - Margit Berg, korrespondent
- Karl-Arne Holmsten - Allan Winkler, direktör
- Olof Winnerstrand - Fredrik Winkler, direktör, hans far
- Elsa Carlsson - Fru Winkler, Fredriks hustru, Allans mor
- Dagmar Ebbesen - Fröken Lauritz, kassörska
- Barbro Hiort af Ornäs - Gertrud Stenström, Allans väninna
- Jan Molander - Mårtensson, jur kand
- Carl-Olof Alm - Hellman, jur kand
- Stig Järrel - Pålman, major
- Marianne Löfgren - Majorskan Pålman
- Thor Modéen - Överste
- Naima Wifstrand - En gammal dam
- Gunnar Björnstrand - Julius Brumse, skådespelare
- Douglas Håge - Boström, antikvitetshandlare
- Gull Natorp - Friherrinnan Rosenskiöld

## Musik i filmen
- I villande skogen jag vallar min hjord, kompositör Andreas Randel, text Fredrek på Rannsätt, instrumental.
- Resan till Chyterae, kompositör och text Ulf Peder Olrog, instrumental.
- Visan om Ågren, kompositör och text Ulf Peder Olrog, instrumental.